# Plectembolus biflectus
Plectembolus biflectus là một loài nhện trong họ Linyphiidae.
Loài này thuộc chi Plectembolus. Plectembolus biflectus được Alfred Frank Millidge & Anthony Russell-Smith miêu tả năm 1992.